# Dolni Rades
Dolni Rades (macedónul: Долни Радеш) település Észak-Macedóniában, a Délkeleti körzetben, a Koncsei járásban.

## Népesség
| Lakosok száma | 60   | 73   | 85   | 86   | 28   | 1    |      |
|               | 1948 | 1953 | 1961 | 1971 | 1981 | 1991 | 1994 |

- 2002-ben lakatlan település, korábban törökök lakták.